# 網絡戰
网络战是指对目标使用网络攻击，造成与实际战争相当的伤害和/或破坏重要的计算机系统。预期结果可能包括间谍活动、破坏、宣传、或经济战。

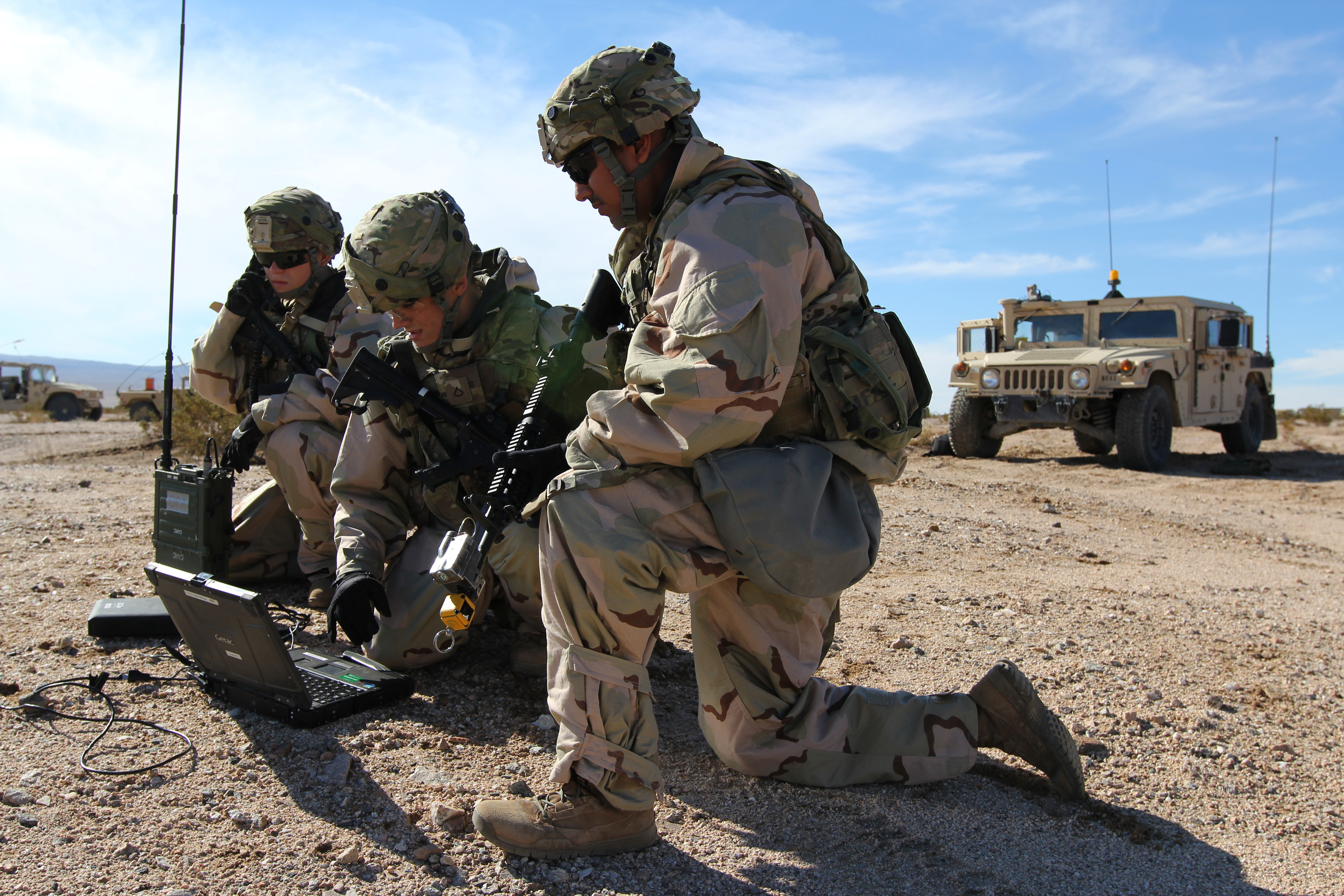
美国陆军第782军事情报营的网络战专家在2019年的训练演习中为第一骑兵师第三旅战斗队提供支持。

网络战的定义仍然存在着激烈的争论。一种观点认为，该术语用词不当，因为迄今为止还没有网络攻击被描述为战争。另一种观点认为，它是网络攻击对现实世界中造成物理损害的标签。
美国、英国、俄罗斯、中国、以色列、伊朗和朝鲜，都拥有进攻性和防御性的网络战能力。随着各国探索网络的使用并结合能力，导致网络行动或网络行动的一部分而发生对抗和暴力的可能性有所增加。然而，网络战满足战争的规模和持久性不太可能，因此其模糊性仍然存在。
2019年5月5日，以色列国防军瞄准并摧毁了一座正在进行网络攻击的建筑物，这是首次针对网络攻击并造成人员伤亡的军事行动。

## 定义
如何定义网络战一直存在争论。虽然大多数学者、军队和政府使用的定义是指国家和国家资助的行为体。还有可能包括非国家行为体，例如恐怖组织、公司、政治或意识形态组织、极端主义团体、黑客和跨国犯罪组织实施的网络破坏活动。
网络领域专家提出的定义如：
“网络战”在广泛的背景下使用，指的是在计算机网络中对信息进行在线存储、共享或交流的州际使用技术力量。
雷蒙德·查尔斯·帕克斯和大卫·P·杜根重点从计算机网络的角度分析网络战，并指出“网络战是计算机网络攻防和特种技术作战的结合。”从这个角度来看，网络战概念给军事理论带来了新的模式。他们在2013年借鉴克劳塞维茨对战争的定义，提出了“网络战争”的定义：“战争是政治通过其他方式的延续”：
网络战是由国家或非国家行为体在网络空间采取的政策延伸，这些行动对国家安全构成严重威胁，或者是为了应对对国家安全的感知威胁而采取的行动。
塔迪奥在2012年为网络战提出了定义：
在国家认可的进攻性或防御性军事战略中，以信息通信技术的某些使用为基础的战争，其目的是立即破坏或控制敌人的资源，在信息环境中发动。
罗宾逊等人于2015年提出，攻击者的意图决定了攻击是否是战争，将网络战定义为“类似战争的意图使用网络攻击。”
2010年，美国前安全、基础设施保护和反恐国家协调员理查德·A·克拉克将网络战定义为“一个民族国家为造成破坏而渗透另一个国家的计算机或网络的行为”。在发生网络冲突时，对手可能会使用目标自己的网络物理基础设施，从而将其武器化。

## 發展
- 2009年，美国总统奥巴马公开宣布美国的数字基础架构是「战略性国家资产」，在2010年5月美国五角大楼成立了由Keith B. Alexander（英语：Keith B. Alexander）将军率领的美國網戰司令部，他也是美国国家安全局（NSA）主管，司令部的任务是保护美国军队网络安全以及攻击其他国家的计算机系统。英国政府在政府通讯指挥部（GCHQ，一个类似于美国NSA的机构）的基础上成立了一个网络安全行动中心。然而，美国的网络司令部的成立是为了保护军队，除此之外政府和企业的网络的保护则分别交给了美国国土安全部和一些私人公司。[20]
- 2010年2月，美国立法委员警告说「电信和网络遭受袭击的威胁显著上升」[21]。根据Lipman报告，美国以及其他国家国民经济的很多关键部分，目前正面临来自网络的威胁，包括金融业、交通运输业、制造业、医药、教育以及政府的网络安全威胁，所有的行业的运作现在都依赖于电脑。[21]

- 经济学人杂志中提到，中国计划在21世纪中叶打赢信息化战争。他们指出，其他国家也同样为信息战筹划，其中包括俄罗斯、以色列以及朝鲜。伊朗吹嘘其拥有世界上第二大网军。[20] 美国政府网络安全专家James Gosler担心，美国面临计算机安全专家的严重短缺问题，估计国内现在只有1000名得到有资格的专家，而当前需要2至3万名技术熟练的专家。[22] 2010年7月的Black Hat电脑安全会议上，前国家情报副主任迈克尔·海登（Michael Hayden（英语：Michael Hayden (general)））将军，向数千名与会者发起挑战，找到一种「重塑互联网的安全架构」的方法，同时解释说，「你们要将网络世界视为战略要地」[23]（原文是将网络世界视为北德平原，北德平原有重要的战略意义）。
- 目前，各國擁有的網路戰能力大不相同，高端的國家擁有已完全成熟的軍方網路指揮單位和情報機關，能夠根據需求打造自有的攻擊工具，如美國、英國、俄羅斯、中國、法國、德國和以色列皆屬此列[24]。
- 2022年，俄羅斯入侵烏克蘭引發國際制裁，國際駭客組織「匿名者」宣布向俄羅斯政府展開「網路戰爭」。烏克蘭安全局也開設一個平台，招募全球網路高手「在網路戰線上作戰」，只要發現俄羅斯網路安全的任何漏洞，就能回報該平台幫助烏克蘭打網路戰，「幫助烏克蘭網路破壞佔領者的資源」。[25]

## 网络戰的攻擊方法

### 间谍活动及国家安全漏洞
网络间谍活动是通过对互联网、软件或计算机进行非法攻击活动，从个人、竞争对手、团体、政府以及敌人处获取机密信息，从而得到军事、政治或经济优势的行为。未经安全处理的机密信息有可能被拦截甚至修改，使得世界上某处的间谍活动成为可能。见骤雨计划和Moonlight Maze。亚历山大将军指出，前不久成立的网络司令部正试图确定商业间谍活动和盗窃知识产权等犯罪活动是否属于破坏国家安全的行为。

### 蓄意破坏
计算机和卫星协助的军事活动都有设备被中断的风险。指令和通信内容可以被拦截或更换。电力、水、燃料、通讯和交通基础设施都可能会受到干扰。据克拉克，民用领域也处于危险之中，并指出，安全漏洞已经不仅仅局限于偷窃信用卡号码，黑客攻击的潜在的目标也包括电网、铁路和股市。
2010年7月中旬，安全专家发现了一种恶意软件程序，已经渗透工厂中的电脑，并已蔓延到世界各地的工厂。纽约时报指出，这次攻击被认为是“第一次针对现在经济的基础——重要的工业基础设施的攻击”。

#### 电力网络
美国联邦政府承认，输电系统易受网络战争的影响。
美国国土安全部与工业界一同识别漏洞 ，并协助业界提升控制系统网络的安全，联邦政府也努力确保在“智能电网”下一代网络发展过程中的安全2009年4月，据现任和前任国家安全官员，有关中国和俄罗斯已渗入美国电力网络，并植入可以破坏该系统的程序的报告浮出水面。北美电力可靠性协会（NERC）已发布公告，警告电网没有充分的对网络攻击的防护。中国否认对美国电网的入侵行为。 一个对策是切断电网与互联网之间的联系，在电网运行中仅加入droop speed control。网络攻击造成的大规模停电事故，可能会破坏经济，打乱军事攻击的节奏，甚至造成全国性的创伤。
霍华德·施密特（Howard Schmidt），美国网络安全的领导者，对前面提到的电网遭入侵的可能性这样评论：

至少是在那些非发达国家中，有可能黑客得到了进入公用事业公司行政工作的电脑系统的权限，而这些电脑与控制设备的网络并不相连。（霍华德）从来没有听说电网本身已经被黑客入侵。

#### 輿論陣地
在社群網路興起後，以精通外語的網路寫手，在敵國常見的網站進行詆毀、披露和宣傳不同乃至於極端的政治與宗教觀點，甚至煽動暴力攻擊行為等，因為不需要仰賴複雜的技術即可入侵，在西方國家的網站上此類攻擊手法逐漸盛行。

## 网络战动机

### 民间行为
- 不公正的商業競爭，例如癱瘓同業競爭對手的網站。
- 竊取專利或研發中的產品。

### 私人行为
- 個人恩怨。
- 竊取個資轉賣牟利。
- 行動宣傳。例如無差別攻擊，並在對方的電腦裡留下「到此一遊」或其他宣傳特定活動的內容。

## 拓展阅读
- Brenner, S. (2009). Cyber Threats: The Emerging Fault Lines of the Nation State. Oxford University Press. ISBN 0195385012
- Carr, Jeffrey. (2010). Inside Cyber Warfare: Mapping the Cyber Underworld. O'Reilly. ISBN 9780596802158
- Cordesman, Anthony H., Cordesman, Justin G. Cyber-threats, Information Warfare, and Critical Infrastructure Protection （页面存档备份，存于）, Greenwood Publ. (2002)
- Janczewski, Lech; Colarik, Andrew M.   Cyber Warfare and Cyber Terrorism （页面存档备份，存于） IGI Global (2008)
- Ventre, D. (2009). Information Warfare. Wiley - ISTE. ISBN 9781848210943
- Ventre, D. (2010). Cyberguerre et guerre de l'information. Stratégies, règles, enjeux. Hermes-Lavoisier. ISBN 978-2-7462-3004-0
- Ventre, D. (Edit.) (2011). Cyberwar and Information Warfare. Wiley - ISTE. 440 pages
- Ventre, D. (2011). Cyberespace et acteurs du cyberconflit. Hermes-Lavoisier. 288 pages
- Ventre, D. (2011). Cyberattaque et Cyberdéfense. Hermes-Lavoisier. 336 pages